# Obrint Pas
Obrint Pas (em catalão Abrindo Caminho) é um grupo de música em valenciano procedente da Valência. Seu estilo musical é uma mistura de rock, ska, hardcore e reggae com toque de música tradicional valenciana na qual se destaca a incorporação da dolçaina com elementos característicos, graças à qual criaram um estilo próprio que influenciou muitas bandas posteriores. Suas letras tratam de temas diversos, ainda que a maior parte verse sobre a denúncia social, a solidariedade e a defesa da identidade cultural e linguística catalã.

## História
O Obrint Pas foi formado em 4 de novembro de 1993, quando um grupo de três amigos, Xavi Sarrià, Jordi Pitarch e Carles Garcia, estabeleceram contacto no Instituto Benlliure de Valência. Em 1994 registraram sua primeira gravação amadora com o qual participaram da fase final do 3º Tirant de Rock organizado pela Acció Cultural del País Valencià, do qual foram um dos quatro ganhadores. Com o prêmio o grupo participa com três canções no CD compartilhado Tirant de Rock; uma das três canções escolhidas foi "A València". Em novembro do mesmo ano e por seus próprios meios, registram uma segunda gravação amadora, La nostra hora, seguida por uma terceira, publicada no ano de 1995 com o título de Recuperant el somni. Durante os anos posteriores, a banda participa em diversos festivais e concursos que ajudam a consolidar a sua música.
O primeiro disco chega em 1997 com o nome de La revolta de l'ànima (composto por cinco faixas e autogestionado pela própria banda) pelo selo 45 Revolucions, criado pelos próprios integrantes da banda. eat pels mateixos Obrint Pas. Depois, editaram Obrint pas (2000), o primeiro disco com a gravadora Propaganda pel fet. O grupo consolidou-se com Terra (2003), um trabalho onde aumentaram as suas influências de tipo folk, incluíram estilos como a cumbia. Posteriormente gravaram La flama (2004), com o qual se projetaram a outros países. O seu quinto trabalho foi um disco ao vivo, En moviment! (2005), acompanhado do DVD Un poble en moviment! gravado no show que ocorreu no Campus de Tarongers da Universidade de Valência por motivo da festividade do dia 25 de abril em homenagem a Ovidi Montllor.
No ano de 2006 levaram a cabo a turnê Internacionalista Tour 2006 por países da Europa e da América do Sul durante seis meses de viagem.
Em abril de 2007 a banda lançou seu sexto álbum, Benvingut al paradís,  gravado em Mas Nou de Cinctorres e que contou com a colaboração de vários artistas e grupos como Miquel Gil, La Gossa Sorda, os venezuelanos Area 23, o italiano Rude AKA Barriobeat, os occitanos Alif Sound System, o basco Xabi Arakama de Trikizio e Pep Gimeno "Botifarra". O álbum foi editado pela gravadora Propaganda pel fet e incluía o DVD Assaltant el Paradís com imagens da gravação do disco e da turnê Internacionalista Tour 2006.
Em novembro de 2007, publica o livro Del Sud. El País Valencià al ritme dels Obrint Pas pela editora Mina. Trata-se de um trabalho a meio caminho da reportagem jornalística e do ensaio literário que explica os últimos quinze anos de história da Comunidade Valenciana (chamada de País Valencià em valenciano) nos âmbitos político, social e cultural, através das canções e da trajetória do grupo. Os autores são os jornalistas valencianos Antoni Rubio e Hèctor Sanjuan.
Com o passar dos anos, o Obrint Pas consolidou-se e projetou-se no cenário musical do Estado espanhol com atuações em festivais como Viña Rock de Albacete; Extremusika de Badajoz; Lumbreiras Rock de Múrcia; Derrame Rock das Astúrias; Festival por los Derechos Sociales da Andaluzia; Festichan, Mostra das Culturas, Lenguas Vivas, Dia da Patria, Festival Poesia No Condado da Galiza; Kilometroak, Sagarrondotik, Bilboko Aste Nagusia, Arabatakada do País Vasco; Baitu Rock de Burgos; Festival Interpueblos i Internacionalista de Madrid assim como em salas e centros sociais. Ao mesmo tempo, continuou percorrendo o mundo em turnês por países da Europa como Alemanha, Itália, Países Baixos, França, Bélgica, Áustria, Bósnia e Herzegovina, Croácia, Suíça, Portugal, República Checa e Eslovênia; assim como países da América Latina como Venezuela e Cuba, e da África e do Oriente Médio como Marrocos e Palestina, ou da Ásia como o Japão.
No dia 7 de novembro de 2008 o blog da banda destacava a notícia do primeiro livro de ficção escrito por Xavi Sarrià intitulado Històries del Paradís e publicado pela editora Bromera. O livro conta vinte e cinco histórias que ocorrem simultaneamente em diferentes pontos do planeta.
Em dezembro de 2010 fazem sua primeira turnê pelo Japão, onde recebem uma grande acolhida do público daquele país.
No dia 8 de abril de 2011 é lançado seu novo disco-livro Coratge. Depois de quatro anos sem gravar um disco, o novo trabalho conta com 15 canções e 90 páginas escritas por poetas, escritores, músicos e jornalistas como Eduardo Galeano, Isabel-Clara Simó, Vicent Partal, Raul Zelik, Angela Jackson, Pascual Serrano, David Segarra, Feliu Ventura, Cesk Freixas, Manuel Baixauli, Marc Granell, Elvira Cambrils, David Fernández, Laia Altarriba, etc.
O álbum-livro Coratge entrou diretamente no 12º lugar da lista de vendas de todo o Estado espanhol.
Em julho de 2011 retornam ao Japão onde atuam no Fuji Rock, o festival musical mais importante daquele país e um dos mais multitudinários do mundo. Pouco depois, o disco é editado no país pela gravadora Japonicus.

## Discografia
- La revolta de l'ànima - 1997
- Obrint Pas - 2000
- Terra - 2002
- La flama - 2004
- En Moviment! (Ao vivo) + Un Poble en Moviment! (DVD ao vivo) - 2005
- Benvingut al Paradís (CD) + Assaltant el Paradís (DVD) - 2007
- Coratge (CD e livro) - 2011